# Montesa Nervo
La Montesa Nervo fou un prototip de motocicleta de velocitat desenvolupat per Montesa a mitjan dècada del 1950. Es tractava d'una actualització del prototip anterior, la Sprint de 1953 i, com aquella, duia un motor de dos temps monocilíndric refrigerat per aire de 124,98 cc. Basat en el de la Brío 90, aquest motor lliurava una potència inicial de 14 CV, cosa que, combinada amb la lleugeresa de la moto (pesava uns 55 kg), la feia molt competitiva.
Fora d'algunes referències i fotografies publicades en webs d'història de Montesa, se'n sap ben poca cosa. Se suposa que l'empresa treballava en aquest prototip durant la mateixa època en què les seves Sprint assolien notables èxits en competició. Malgrat que s'ha suggerit que la Nervo es va idear el 1955 com a una mena de derivat de la Sprint 125, la qual havia debutat als circuits durant el mes de febrer de 1954, hi ha constància d'una Montesa Nervo 125 pilotada per José Antonio Elizalde al mateix 1954, poques setmanes desprès del debut de la Sprint (concretament, el 21 de març al Trofeu Falles de València, disputat a l'antic circuit urbà del Passeig al Mar). D'altra banda, hi ha constància gràfica d'una altra Nervo de 175 cc en data de 1956.
En un exemplar de la revista Motociclismo de 1955, concretament al número 77, s'anunciava el sorteig d'una Montesa Nervo entre els subscriptors. Com a curiositat, s'explica una anècdota segons la qual, a un treballador de Montesa li van robar el prototip de la Nervo que estava provant pels volts de la fàbrica cap al 1956. Tornat ràpidament a les instal·lacions, aleshores situades al carrer Pamplona del Poblenou, va avisar del fet i tots els treballadors disponibles van sortir a recórrer la zona en motocicleta, a la recerca del lladre. En trobar-se'l quan encara circulava tranquil·lament amb la moto robada pel barri el van començar a empaitar i aquest, en veure's perseguit per una munió de motociclistes experts, va preferir lliurar-se a la comissaria més propera. La moto robada era un dels escassos prototips de la Nervo que va desenvolupar Montesa.